# الحرب في أفغانستان (2015–2021)

تمرد طالبان في أفغانستان (2015-2021)

حرب أفغانستان هي الحرب السادسة (منذ الحرب الأولى التي بدأت في 1979)، بدأت المرحلة الثانية منها في 1 يناير 2015 مع انسحاب قوات المساعدة الدولية لإرساء الأمن في أفغانستان، وذلك بانتهاء المرحلة الأولى التي بدأت في أعقاب هجمات سبتمبر 2001. لذلك هذا الصراع تتخاصم فيه كل من القوات الحكومية الأفغانية من جهة، وطالبان ومجموعات مسلحة أخرى من جهة ثانية.
تشير الحرب في أفغانستان إلى فترة الحرب في أفغانستان في أعقاب المرحلة التي تقودها الولايات المتحدة مابين 2001-2014. الحرب التي قادتها الولايات المتحدة تبعت هجمات الحادي عشر من أيلول سبتمبر، والتي تهدف إلى مهاجمة تنظيم القاعدة وحرمانها من الملاذ الآمن في أفغانستان عن طريق إبعاد طالبان عن السلطة.
بعد عام 2001، أصبحت منظمة حلف شمال الأطلسي (الناتو) تشارك على نحو متزايد، في نهاية المطاف أدارَت العمليات القتالية، وذلك بتوجيه من قائد أمريكي. يوم 28 ديسمبر عام 2014، أنهى حلف شمال الأطلسي رسميًا العمليات القتالية في أفغانستان ونقل المسؤولية الأمنية كاملة إلى الحكومة الأفغانية، إيذانا ببدء مرحلة جديدة من الصراع.
حدث الانسحاب الجزئي المقرَّر للقوات الأمريكية من أفغانستان، فضلًا عن قوات حلف شمال الأطلسي، ونقل العديد من الأدوار القتالية من قوات حلف شمال الأطلسي لقوات الأمن الأفغانية بين عامي 2011 و 2014. وقد تم توقيع الاتفاقية الأمنية الثنائية بين الولايات المتحدة وأفغانستان التي من شأنها السماح للقوات حلف شمال الأطلسي بالبقاء بعد موعد الانسحاب بصفة استشارية ومكافحة الإرهاب. إن وجود قوات حلف شمال الأطلسي يصل إلى ما يقرب من 13000 جندي من بينهم 9800 من الأمريكيين، فضلًا عن 26,000 من المتعاقدين العسكريين. وبالرغم من الوجود الأميركي الصغير نسبيًا إلا أنه كان له هناك نشاطًا في تنفيذ الضربات الجوية، بالإضافة إلى توفير الدعم الجوي القريب (CAS) للقوات الأفغانية. مهام الدعم الجوي القريب التي لا تُعد وتقدَّر الضربات الجوية الأميركية أنها قتلت مابين 2400 و 3000 شخص منذ 1 كانون الثاني يناير 2015.

## الخلفية
في وقت مبكر من نوفمبر 2012، كانت الولايات المتحدة تنظر في التكوين الدقيق في وجودهم فترة ما بعد 2014 في أفغانستان. ففي يوم 27 مايو عام 2014، أعلن الرئيس باراك أوباما أن العمليات القتالية الأمريكية في أفغانستان ستنتهي في ديسمبر كانون الأول عام 2014. وأن قوة متكونة من 9800 جندي ستبقى في البلاد لتقوم بتدريب قوات الأمن الأفغانية وتدعم عمليات مكافحة الإرهاب ضد فلول القاعدة. وستقل هذه القوة إلى النصف بحلول نهاية عام 2015، ويتم توحيدها في قاعدة باغرام الجوية وفي كابول. كما أعلن أوباما عن أن كافة قوات الولايات المتحدة، باستثناء «وجود سفارة بشكلها الاعتيادي،» سيتم إنهاء وجودها من أفغانستان بحلول نهاية عام 2016.
وقد تم تأكيد هذه الترتيبات عن طريق التوقيع على الاتفاقية الأمنية الثنائية بين الولايات المتحدة وأفغانستان يوم 30 سبتمبر 2014.
تشمل القوة المتبقية كلا من فرقة العمليات الخاصة المشتركة الأفغانية، ومنظمة القوات الخاصة التابعة لكلا من حلف شمال الأطلنطي والولايات المتحدة، وتتضمن قوة مهمة مكافحة الإرهاب. وعلى حد تعبير قائد العمليات الخاصة الأمريكية لعام 2015، فإن مهمة هذه القوة تتضمن العمليات الهجومية في أفغانستان لملاحقة حركة طالبان وتنظيم القاعدة، وشبكات حقاني من أجل منعهم من إقامة ملاذات آمنة كبيرة تستخدم بشكل فعال لتهديد استقرار وسيادة حكومة جمهورية أفغانستان الإسلامية والولايات المتحدة. وقوة المهام هذه تشابهة قوات سابقة مثل فرقة 373.
في يونيو 2014 أزاحت عملية الجيش الباكستاني -ضرب عضب-التي أطلقها في منطقة شمال وزيرستان القبلية في يونيو 2014، بشكل رئيسي الآلاف من المقاتلين الأزبك والعرب والباكستانيين الذين تدفقوا إلى أفغانستان وزادت صفوف طالبان.
بدأت حركة طالبان في النهوض مجددًا نظرًا لعدة عوامل. ففي نهاية عام 2014 انتهت مهمة الولايات المتحدة وحلف شمال الأطلسي القتالية وانسحاب معظم القوات الأجنبية من أفغانستان قلل المخاطر التي كانت تواجهها طالبان من قصف وغارات. وقد تشجعت المجموعة كذلك بسبب نقص الاهتمام النسبي من المجتمع الدولي وتحوُّل انتباهه إلى أزمات في أجزاء أخرى من العالم، مثل سوريا والعراق وأوكرانيا. كما تفتقر قوات الأمن الأفغانية أيضا إلي بعض القدرات والمعدات، وخاصة القوة الجوية والاستطلاع. وهناك أيضا الصراع السياسي في الحكومة المركزية في كابول وضعف واضح في الحكم على مستويات مختلفة الذي تستغله طالبان أيضًا.

## الأحداث

### 2015
في 5 كانون الثاني يناير، هاجم انتحاري بسيارة ملغومة على مقر لبعثة الشرطة الأوربية في أفغانستان في العاصمة كابول، مما أسفر عن مقتل شخص وإصابة 5. أعلنت حركة طالبان مسؤوليتها. في 15 كانون الثاني يناير، اعتقل مسؤولو الأمن الأفغاني خمسة رجال في كابول فيما يتعلق بالاشتباه في ضلوعهم في مذبحة مدرسة بيشاور لعام 2014 في باكستان. في منتصف يناير كانون الثاني عام 2015، أنشأت الدولة الإسلامية في العراق والشام فرع في أفغانستان سُمى بولاية خراسان وبدأت بتجنيد مقاتلين والاشتباك مع طالبان. ومع ذلك، صرح ضابط بالجيش الأفغاني بأنه يعتقد أن الجيش الأفغاني يستطيع التعامل مع أي تهديد تشكله المجموعة للدولة.
وزادت القوات الأمريكية من الغارات ضد «المتشددين الإسلاميين» متجاوزة بذلك مهام مكافحة الإرهاب. وهذا نتيجة تحسن العلاقات جزئيًا مع الولايات المتحدة بعد تولي الغني للرئاسة. والمنطق المستخدم لتبرير هذه الغارات يشمل حماية القوات الأمريكية، التي تم تفسيرها على نطاق واسع. وفي أحد الغارات اعتقلَت غارة مشتركة للقوات الأميركية والأفغانية ستة من طالبان علي صلة بمذبحة مدرسة بيشاور 2014. وقد سافر وزير الدفاع الأمريكي آش كارتر إلى أفغانستان في فبراير 2015</ref> American Secretary of Defense آشتون كارتر traveled to Afghanistan in February 2015; خلال الفترة التي تم التشاور فيها على إبطاء الولايات المتحدة لانسحابها من أفغانستان 
في فبراير 2015، بدأ عنصر مقار قسم المشاة السابع للولايات المتحدة في الانتشار في أفغانستان. وسوف يكون بمثابة قيادة ومساعدة وتقديم المشورة وتدريب بعثة الدعم الصارمة - المقرات الجنوبية. وسينضم إليها فريق القتال في اللواء الثاني التابع للقسم الجبلي العاشر ولواء الطيران 101.
في 18 مارس عام 2015 قُتل حافظ وحيدي الأمير النائب البديل لتنظيم الدولة في أفغانستان على يد القوات المسلحة الأفغانية، جنبًا إلى جنب مع 9 مسلحين آخرين كانوا يرافقونه.
وصرحت وكالة رويترز نقلًا عن مسؤول أميركي رفيع المستوى في 19 آذار 2015 بأن القواعد العسكرية الأمريكية في قندهار وجلال أباد من المرجح أن تبقى مفتوحة إلى ما بعد نهاية عام 2015، بينما تدرس الحكومة الاتحادية للولايات المتحدة ْ تباطؤ انسحابها العسكري لمساعدة الحكومة الجديدة في محاربة طالبان. ويعكس التراجع السياسي المتوقع دعم الولايات المتحدة للرئيس الأفغاني الجديد أشرف غني والذي يبدي تعاونا أكثر كما يعكس الرغبة في تجنب انهيار قوات الأمن المحلية التي جرت في العراق بعد الانسحاب الأمريكي هناك.
يوم 25 مارس، قتل الجيش الوطني الأفغاني تسعة وعشرين مسلحًا وجرح واحد وعشرين آخرين في سلسلة من العمليات في محافظات دايكوندي وغازني وباروان. كما قُتل أحد عشر شخصًا بينهم عضو قوات الحماية التابعة للولايات المتحدة في هجومٍ لطالبان على معسكر الكرامة في كابول في أغسطس.

### الهجوم على البرلمان في كابول
يوم 22 يونيو عام 2015 فجرت حركة طالبان سيارة ملغومة خارج الجمعية الوطنية في كابول، وهاجم مقاتلو طالبان المبنى ببنادق هجومية وقذائف صاروخية. تمكن مسلح من طالبان يقود سيارة محملة بالمتفجرات من المرور مع وجود نقاط تفتيش أمنية قبل أن يفجر السيارة خارج بوابات البرلمان. تمركز ستة مسلحون من طالبان بحوذتهم بنادق AK-47 وقذائف صاروخية في موقع بناء قريب. وتم إجلاء أعضاء البرلمان إلى بر الأمان، بينما اشتبكت قوات الأمن مع المسلحين لمدة ساعتين. وقال المتحدث باسم وزارة الداخلية الأفغانية «صديق صديقي» أن جميع المهاجمين السبعة قتلوا على يد الشرطة وأن جميع أعضاءالبرلمان سالمين. وقالت بعثة الأمم المتحدة في أفغانستان أن الهجوم أسفر عن مقتل امرأة وطفلًا وإصابة أربعين مدنيًا.

### التفاوض مع طالبان
وقد أعلن مسؤولون صينيون أن الاستقرار في أفغانستان يؤثر على الحركات الانفصالية في المنطقة بما في ذلك في غرب الصين فضلًا عن أمن الممر الاقتصادي بين الصين وباكستان. وقد شاركت الصين وباكستان في المفاوضات بين الحكومة الأفغانية وحركة طالبان. دعت مجموعة التنسيقية الرباعية المؤلفة من مسؤولين أفغان وأمريكيين وصينيين وباكستانيين طالبان لمناقشة محادثات السلام منذ يناير كانون الثاني عام 2016 لكن يفترض في الوقت الراهن أنهم منشغلون بمقاتلة بعضهم البعض والقوات الحكومية. وكان من المتوقع أن يدور اجتماع في أوائل مارس بين ممثلي الجانبين ولكن صرحت حركة طالبان بعدم مشاركتها.
وقد أبرز تفجير البرلمان في كابول اختلافات داخل حركة طالبان في نهجها لبناء محادثات السلام. في أبريل 2016 كشف الرئيس أشرف غاني عن فشل الجهد الذي تبذله الحكومات الأفغانية لبدء محادثات سلام مع طالبان ونظرًا لاندماج شبكات حقاني في قيادة طالبان سيكون من الصعب الآن وجود إمكانية إجراء محادثات سلام على الرغم من أن زعيم طالبان هيبة الله أخوند زاده قال أن اتفاق السلام ممكن إذا تخلت الحكومة في كابول عن حلفائها الأجانب.

### التناحر الداخلي في طالبان
في 11 نوفمبر 2015 أفادت التقارير أن الاقتتال الداخلي اندلع بين فصائل مختلفة لطالبان في ولاية زابل. مقاتلون موالون لزعيم طالبان الجديد
الملا أختر منصور خاض قتالًا ضد فصيل منشق موالي لتنظيم الدولة الذي يقوده الملا منصور داد الله. ومع أن فصيل داد الله يحظى بدعم مقاتلي تنظيم الدولة الأجانب بمن في ذلك الأوزبك والشيشان أفيد أن الموالين لطالبان بقيادة منصور لهم الغلبة. ووفقًا لما ورد عن غلام جيلاني فرحي مدير اقليمي للأمن في زابل أن أكثر من 100 مسلح من الجانبين لقوا مصرعهم منذ اندلاع القتال.
واستمر الاقتتال الداخلي في 2016 ففي يوم 10 مارس عام 2016 قال مسؤولون أن حركة طالبان اشتبكت مع مجموعة منشقة عن طالبان (بقيادة محمد رسول) في منطقة شينداند في هرات مع ما يقرب من مقتل 100 مسلح وخنق الاقتتال الداخلي أيضًا محادثات السلام.
وكنتيجة للاقتتال الداخلي، الأمر الذي أدى إلى أن انشغال منصور بشن حملة لقمع المعارضة ضده، تم اختيار سراج الدين حقاني رئيس شبكة حقاني ليصبح نائب زعيم حركة طالبان في صيف عام 2015، وذلك خلال صراع على الزعامة داخل حركة طالبان. أدار سراج الدين حقاني وقادة آخرين بشكل متزايد العمليات العسكرية يومًا بعد يوم لصالح طالبان، على وجه الخصوص؛ تكرير الهجمات الإرهابية في المدن وزراعة شبكة جمع الأموال الدولية المتطورة، فقد عين عليها أيضًا حكام لطالبان وبدأ توحيدها. ونتيجة لذلك، يتم الآن دمج شبكة حقاني بشكل وثيق مع طالبان على مستوى القيادة ويزيد النفوذ داخل التمرد، في حين أنها كانت شبكة مستقلة إلى حد كبير في السابق وهناك مخاوف من أن القتال سيكون أكثر فتكا. كما زادت حدة التوتر مع الجيش الباكستاني بعد أن اتهمهم مسؤولون أميركيون وأفغان بإيواء حقاني كمجموعة تحارب بالوكالة عنهم.

## الخسائر
حسب عسكري أجنبي ذكرته صحيفة نيويورك تايمز الأمريكية، فإن بين يناير وأبريل 2015، تسببت هذه الحرب في مقتل حوالي 2000 جندي أفغاني وحوالي 3400 جريح كذلك.
في عام 2015 وفقًا للتقرير السنوي للأمم المتحدة كان هناك 3545 حالة وفاة بين المدنيين و7457 من الجرحى. وكانت العناصر المناهضة للحكومة مسؤولة عن 62% من المدنيين بين قتيل وجريح. تسببت القوات الموالية للحكومة 17٪ من وفيات وإصابات بين المدنيين - بما في ذلك الولايات المتحدة وقوات حلف شمال الأطلسي التي كانت مسؤولة عن حوالي 2 بالمئة من الضحايا.
في عام 2016 سجلت الأمم المتحدة ما مجموعه 3498 حالات وفاة من المدنيين وإصابة 7920. عزت الأمم المتحدة 61٪ من الضحايا إلى القوات المناهضة للحكومة. تسببت قوات الأمن الأفغانية في حوالي 20 بالمئة من النسبة الكلية للضحايا، في حين تسببت الميليشيات الموالية للحكومة وبعثة الدعم الحاسمة 2 بالمئة لكل منهما. وأسفرت الغارات الجوية التي تشنها طائرات حلف شمال الأطلسي والولايات المتحدة مالا يقل عن 127 حالة وفاة مدنية وإصابة 108 آخرين. في حين شكلت القوات الجوية الأفغانية مالايقل عن وفاة 85 حالة وإصابة 167. كانت الأمم المتحدة غير قادرة على تحديد المسؤول عن وفاة 38 حالة متبقية و65 من الإصابات الناجمة عن الغارات الجوية.